# Harry Broos

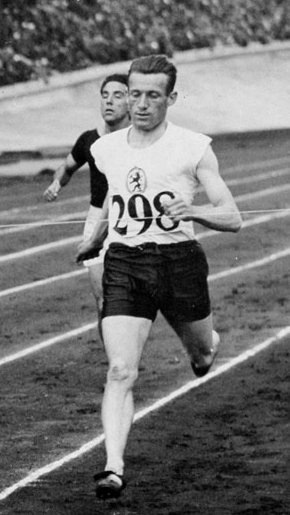
Harry Broos 1928

Harry Broos (eigentlich Henricus Adrianus Broos; * 25. Mai 1898 in Roosendaal; † 16. Juli 1954 in Eindhoven) war ein niederländischer Sprinter.
Bei den Olympischen Spielen 1924 in Paris gewann er mit der niederländischen Mannschaft Bronze in der 4-mal-100-Meter-Staffel. Über 100 und 200 Meter erreichte er jeweils das Viertelfinale.
1928 kam er bei den Olympischen Spielen in Amsterdam über 400 Meter ins Halbfinale und über 200 Meter ins Viertelfinale. In der 4-mal-100-Meter-Staffel schied er im Vorlauf aus.
Fünfmal wurde er nationaler Meister über 100 Meter (1921, 1923, 1924, 1925, 1928), je dreimal über 200 Meter (1922, 1923, 1924) und 400 Meter (1927, 1928, 1929) und einmal im Weitsprung (1921).

## Persönliche Bestzeiten
- 100 m: 10,6 s, 12. August 1923, Rotterdam
- 200 m: 22,0 s, 1926
- 400 m: 49,2 s, 1927